# Due Leoni-Fontana Candida
Due Leoni-Fontana Candida stazione della linea C della metropolitana di Roma. Originariamente parte della linea ferroviaria Roma-Fiuggi-Alatri-Frosinone, a seguito della chiusura di quest'ultima fu oggetto di ristrutturazione e trasformazione in stazione metropolitana.

## Storia
La stazione è nata come fermata della ferrovia Roma-Fiuggi-Alatri-Frosinone. Venne chiusa il 7 luglio 2008 a causa dei lavori di trasformazione necessari per l'inclusione del tratto terminale della Roma-Pantano nella linea C. L'apertura è avvenuta il 9 novembre 2014. Nel giorno dell'entrata in esercizio della linea C, la corsa inaugurale delle ore 5:30, ha subito una sospensione del percorso per diversi minuti proprio presso la fermata Due Leoni-Fontana Candida a causa di un breve problema tecnico.

## Servizi
La stazione dispone di:
- Biglietteria automatica
- Servizi igienici

## Interscambi
- Fermata autobus ATAC